# Coelichneumon bimaculatus
Coelichneumon bimaculatus är en stekelart som först beskrevs av Smith 1878.  Coelichneumon bimaculatus ingår i släktet Coelichneumon och familjen brokparasitsteklar. Inga underarter finns listade i Catalogue of Life.